# Казнац
Казнац је племићка титула у средњовјековним српским државама. Казнац је најистакнутији представник државне управе чији је био задатак убирање владаревих прихода. Он је по закону могао за себе као награду да узме 10% од прикупљених дажбина. Према одредби из Дечанске хрисовуље казнацу је припадало прво мјесто међу свјетовним достојанственицима.

## Казнац у Србији
Казнаци који су служили краљеве из династије Немањића носили су титуле великог казнаца, за разлику од службеника обласних господара. Казнаци обласних господара односно великаша нису били потчињени великом казнацу већ господарима тих области. Поред поменутих казнаца постојали су и жупски казнаци којима је био надређен господар жупе, тамо где је постојао. За време Стефана Душана (1331—1355) полако је ишчезавала титула казнаца.

## Казнац у Босни
У средњовјековној Босни свака је велика област имала свог казнаца, па су тако казнаце имале Босна, Доњи Краји, Усора а касније и Хум. У другој половини 14. вијека у Хуму био је познат казнац Санко Милтеновић.